# Claude Azéma
Claude Azéma (ur. 23 lipca 1946 we Francji) – francuski i międzynarodowy działacz sportowy. Prezes Międzynarodowej Federacji Petanque i Gry Prowansalskiej (FIPJP) (fr. Fédération Internationale de Pétanque et Jeu Provençal). Stanowisko to piastuje od roku 2008, został na nie wybrany po raz drugi z rzędu (pierwszy w 2004).
Swoją działalność organizacyjną rozpoczął w latach 70. XX wieku. W 1974 był założycielem i przewodniczącym Komisji Sędziowskiej Francuskiej Federacji Petanque i Gry Prowansalskiej (FFJP). Od tamtego czasu wielokrotnie wybierany do zarządu  FFJP, również jako przewodniczący.